# حركة الاستقلال السريلانكية

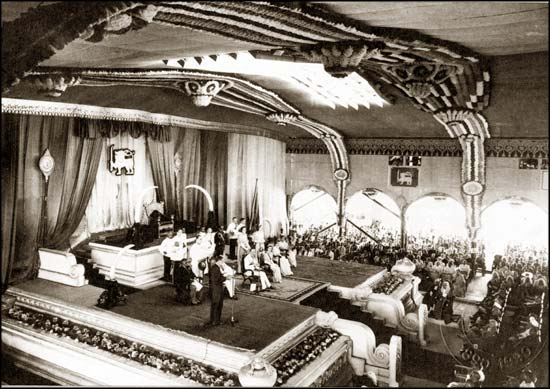

كانت حركة الاستقلال السريلانكية حركة سياسية سلمية تهدف إلى تحقيق الاستقلال والحكم الذاتي لبلد سريلانكا، سيلان البريطانية حينذاك، من الإمبراطورية البريطانية. بدأت في مطلع القرن العشرين وقادها في الغالب الطبقة المتوسطة المتعلمة. نجحت الحركة في 4 فبراير عام 1948، عندما مُنحت سيلان استقلالها لتصبح سيادة سيلان المستقلة (دومينيون). احتُفظ بوضع السيادة داخل الكومنولث البريطاني لمدة 24 عامًا حتى 22 مايو 1972 عندما أصبحت جمهورية وتغير اسمها إلى جمهورية سريلانكا.

## الحكم الاستعماري البريطاني
سيطر الراج البريطاني في آسيا بعد معركة آساي؛ وأصبحت الإمبراطورية البريطانية بعد معركة واترلو أكثر نفوذًا. تزعزعت هيبة الإمبراطورية البريطانية لفترة وجيزة فحسب بسبب النكسات الحاصلة في الهند، وأفغانستان، وجنوب أفريقيا. من الناحية العملية لم تواجه الامبراطورية البريطانية أي تحديات حتى عام 1914.
أدى تشكيل الجمهورية الباتافية في هولندا كحليفة لحكومة المديرين الفرنسية إلى الهجوم البريطاني على سيلان في 1795 كجزء من حرب إنجلترا ضد الجمهورية الفرنسية. تعاونت مملكة كانديان مع القوات الاستطلاعية البريطانية في وجه الهولنديين، كما فعلت مع الهولنديين في وجه البرتغاليين.
بمجرد طرد الهولنديين، والتخلي عن سيادتهم بموجب معاهدة أميان، وقمع الثورات في الريف المنخفض، بدأ البريطانيون يخططون للاستيلاء على مملكة كانديان. هُزمت غزوات 1803 و1804 في ولايات كانديان في الحرب الكاندية الأولى بصورة دامية من قبل القوات الكاندية. في 1815، حرض البريطانيون على القيام بتمرد من قبل النبلاء الكانديين في وجه آخر حاكم كاندي وزحفوا نحو المرتفعات لإطاحته في الحرب الكاندية الثانية.
بدأت المقاومة في وجه القوى الاستعمارية في عام 1817 مع تمرد يوفا، عندما ثار الأرستقراطيون أنفسهم في وجه الحكم البريطاني، شارك القرويون أيضًا في التمرد، إلا أنهم هُزموا من قبل المحتلين. اشعُلت محاولة أخرى للتمرد واستمرت لفترة وجيزة في 1830. جُرد الفلاحون الكانديون السنهاليون من أراضيهم وأصبحوا فقراء معدمين بسبب مرسوم أراضي التاج (التسييج)، المرسوم رقم 12 عام 1840 (يُسمى أحيانًا مرسوم أراضي التاج، أو مرسوم أرض اليباب). وهي حركة تسييج حديثة.
في 1848، كان تمرد ماتال الفاشل، بقيادة هينديجي فرانسيسكو فرناندو (بوران آبو) وغونغاليغودا باندا، أول خطوة انتقالية نحو التخلي عن الشكل الإقطاعي للتمرد وذلك لكونه تمردًا للفلاحين بصورة أساسية. كانت الجموع دون قيادة ملكهم الأصلي (عُزل في 1815) أو قادتهم (إما قُتلوا بعد تمرد يوفا أو تعاونوا مع القوى الاستعمارية). مرت القيادة لأول مرة في مقاطعة كانديان عبر الناس العاديين وليس الأرستقراطيين. كان القادة فلاحين حِرفيين، يشبهون حركة الليفيلر في الثورة الإنكليزية وميكانكيين مثل بول ريفير وتوماس بين الذين كانوا في قلب الثورة الأمريكية. على حد تعبير كولفين ريجينالد دي سيلفا «كان هناك قادة لكن لم يكن هناك قيادة، كان الإقطاعيون القدماء مغلوبين وضعفاء، لم تنشأ أي طبقة جديدة قادرة على قيادة الصراع وترأسه نحو السلطة حتى الآن.»

### الاقتصاد الزراعي
في ثلاثينيات القرن التاسع عشر أُدخلت القهوة في سريلانكا، وهو محصول ينجح في المناطق المرتفعة، وينمو في الأراضي المأخوذة من الفلاحين. كان الحافز الرئيسي لهذا التطور في الإنتاج الرأسمالي في سريلانكا هو تدهور إنتاج البن في جزر الهند الغربية، بعد إلغاء العبودية هناك.
ومع ذلك، لم يُوظف الفلاحون الذين نُزعت ملكيتهم في المزارع، رفض قرويُّو كانديان التخلي عن حيازة المعيشية التقليدية وتحولوا إلى عمال مأجورين في ظل الظروف القاسية التي سادت هذه العقارات الجديدة، على الرغم من كل الضغوط التي مارستها الحكومة الاستعمارية. لذلك كان على البريطانيين الاعتماد على جيشها الاحتياطي من العمال في الهند، لإدارة الموقع المربح الجديد في الجنوب. ثُبّت نظام سيئ السمعة للعمل التعاقدي، والذي قام بنقل مئات الآلاف من عمال المياومة (القلي) التاميليين من جنوب الهند إلى سريلانكا لمزارع البن. مات عشرات الآلاف من هؤلاء العمال التاميليين في السفر وكذلك في المزارع.
انهار اقتصاد البن في سبعينيات القرن التاسع عشر، عندما اجتاحت آفة البن المزارع، ولكن بقي النظام الاقتصادي الذي أنشأته سليمًا حتى عهد خلفه، الشاي، الذي قُدم على نطاق واسع منذ عام 1880 وما بعد. كان الشاي أكثر اعتمادًا على رأس المال ويحتاج إلى حجم أكبر من الاستثمارات الأولية لمعالجته، لذلك استُبدل أصحاب العقارات الفردية من قبل الشركات الموحدة الإنجليزية الكبيرة المتمركزة إما في لندن («شركات الإسترليني») أو في كولومبو («شركات الروبي»). وعليه حد الاحتكار ضمن الاقتصاد الزراعي من إمكانيات زراعة المحصول الواحد بشكل متزايد. بقي هذا النمط الذي أُنشئ في القرن التاسع عشر موجودًا حتى عام 1972. وكان التعديل الوحيد المهم الذي أُدخل إلى الاقتصاد الاستعماري هو إضافة قطاع المطاط في المناطق المتوسطة. في البلاد.

## عودة ظهور البوذية وتمرد عام 1915
نمت هيئة جديدة من ذوي رأس المال الحضري في الريف المنخفض حول صناعات وسائل النقل والمتاجرة والتقطير والأعمال الخشبية. كان أصحاب المشاريع من العديد من الطوائف الإثنية الذين امتعضوا بشدة من الممارسات غير البوذية التي لم يسبق لها مثيل في التاريخ في «التمييز الطبقي» المُتبنى من قِبل سيام نيكايا في 1764، بعد عشر سنوات فقط من تأسيسها من قِبل راهب تايلندي. بنحو عام 1800 نظموا اماريابورا نيكوايا (هي أخوية رهبانية)، والتي أصبحت مهيمنة في الريف المنخفض بحلول منتصف القرن التاسع عشر.
أعطت المحاولة البريطانية لتوفير تعليم مسيحي بروتستانتي لشبان الطبقات التجارية نتائج عكسية، حيث حولوا البوذية التي تُمارس في سريلانكا إلى شيء يشبه النموذج البروتستانتي غير التقليدي. نُظمت سلسلة من المناقشات ضد رجال دين الكنيسة الميثودية والأنجليكية، بلغت ذروتها بهزيمة الثانية في بانادورا بحجة منطقية حديثة. حصل الإحياء البوذي بمساعدة المتصوّفين، بقيادة العقيد الأمريكي هنري ستيل أولكوت، الذي ساعد في إنشاء مدارس بوذية مثل كلية أناندا في كولومبو، كلية دارماراجا في كاندي، كلية ماليديفيفا في كورونيغالا، كلية ماهيندا في غالي، وكلية موسايوس في كولومبو، وفي الوقت نفسه ضخ المزيد من الأفكار الغربية العلمانية الحديثة في تيار الفكر البوذي «البروتستانتي».

## اضطرابات بعد انتهاء الحرب العالمية الثانية
مع انتهاء الحرب ضد ألمانيا، ازداد الضغط العام للإفراج عن المعتقلين. في 30 مايو عام 1945، قدم آي بّي جاياسوريا قرارًا في مجلس شؤون الدولة يقتضي بإطلاق سراح محرضي الاستقلال المحتجزين دون قيد أو شرط. مر القرار، إذ عارضه فقط عضوان رشحهما البريطانيون. ومع ذلك، لم يُطلق سراح المحتجزين إلا في 24 يونيو، بعد إضراب عن الطعام استمر يومين. رُحب بالسجناء المفرج عنهم كأبطال واستُقبِلوت في جميع أنحاء البلاد. ظهر اليسار أقوى من قبل الحرب، بعد أن اكتسب هيبة كبيرة.